# Megalastrum brevipubens
Megalastrum brevipubens är en träjonväxtart som beskrevs av R. C. Moran, J.Prado och Labiak. Megalastrum brevipubens ingår i släktet Megalastrum och familjen Dryopteridaceae. Inga underarter finns listade.